# O'obibi
O'obibi is een bestuurslaag in het regentschap Timor Tengah Selatan van de provincie Oost-Nusa Tenggara, Indonesië. O'obibi telt 1304 inwoners (volkstelling 2010).